# Sárosberettő
Sárosberettő (szlovákul: Bretejovce) község Szlovákiában, az Eperjesi kerület Eperjesi járásában.

## Fekvése
Kassától 13 km-re északra, a Tarca jobb partján fekszik.

## Története
1289-ben „Berete” néven említik először. Birtokosai az Aba, Rozgonyi, Segyey, Semsey és Péchy családok voltak. 1370-ben az Aba nemzetség 6 portát bírt a településen, ahol templomot is említenek. 1420-ban és 1462-ben „Berethe” alakban szerepel oklevelekben. A 16. és 18. század között a községbe új, ruszin lakosság telepedett le. 1787-ben 37 ház állt a faluban 323 lakossal.
A 18. század végén Vályi András így ír róla: „BERETÖ. Brecovcze. Tót falu Sáros Vármegyében, birtokosa Péchy Uraság, lakosai katolikusok, fekszik Torisza vizéhez nem meszsze, Büke falunak szomszédságában, mellynek filiája. Határbéli földgye, ha jól miveltetik jól terem, réttyei mindég kétszer kaszáltatnak, legelője, és fája is tűzre elég, két nagy piatzozáshoz nints meszsze, ’s mint hogy vagyonnyainak eladására olly nevezetes módgya van, az első Osztályba számláltatott.”
Nevének megkülönböztető előtagját csak a 19. század óta használták. 1828-ban 50 házában 383-an laktak.
Fényes Elek 1851-ben kiadott geográfiai szótárában így ír a faluról: „Berető, (Brezegowce), tót falu, Sáros vgyében, Somoshoz délre 1/2 mfdnyire: 274 r., 29 g. kath., 54 evang. lak. Vendégfogadó. Sörfözőház. Erdő. Jó föld és rét. A kassai országutban fekszik. F. u. Péchy. Ut. p. Böki.”
1920 előtt Sáros vármegye Lemesi járásához tartozott.

## Népessége
| Év:            | 1994. | 2004.   | 2014.   | 2024.    |
| -------------- | ----- | ------- | ------- | -------- |
| Emberek száma: | 377   | 376     | 386     | 472      |
| Eltérés:       |       | -0,26 % | +2,65 % | +22,27 % |

| Év:            | 2023. | 2024.   |
| -------------- | ----- | ------- |
| Emberek száma: | 471   | 472     |
| Eltérés:       |       | +0,21 % |

1910-ben 354-en, többségében szlovák anyanyelvűek lakták, jelentős magyar kisebbséggel.
2001-ben 383 lakosából 381 szlovák volt.
2011-ben 374 lakosából 352 szlovák volt.

## Nevezetességei
- Szűz Mária tiszteletére szentelt, római katolikus temploma 1785-ben barokk-klasszicista stílusban épült.
- Klasszicista kastélya a 19. század első felében épült.